# Tanguy de Wilde d'Estmael
Tanguy de Wilde d'Estmael, né le 20 juin 1964 à Köln-Ehrenfeld, est un juriste et politologue, professeur de géopolitique et de relations internationales à l'Université catholique de Louvain (UCL) et au Collège d'Europe de Bruges.

## Biographie

### Famille
Né le 20 juin 1964 à Köln-Ehrenfeld en Allemagne, il est le fils du colonel-médecin Ignace de Wilde d'Estmael (1936), chef de service de gynécologie de l'hôpital militaire de Bruxelles et de Godelieve Vander Linden. 

### Formation
Il est docteur en sciences politiques (relations internationales) et licencié en Droit.

### Carrière
Professeur de géopolitique et de relations internationales à l'Université catholique de Louvain (UCL) et au Collège d'Europe de Bruges, il enseigne et mène des recherches sur la géopolitique, la politique étrangère de la Belgique, et l’action internationale de l’Union européenne.
En 2001, il fonde le Centre d’Étude des Crises et des Conflits Internationaux (CECRI) à l'UCLouvain, qu'il préside de 2001 à 2007, responsable du master en sciences politiques et relations internationales.
Il a été administrateur du Centre international de Documentation sur Marguerite Yourcenar (CIDMY), 
(association sans but lucratif créée en 1989) et il est administrateur de la Fondation pour l'étude des relations internationales Romain Yakemtchouk (FERI).
il est élu le 11 mars 2024 membre titulaire de l'Académie royale des sciences, des lettres et des beaux-arts de Belgique.

## Publication
- Tanguy de Wilde d'Estmael (sous la direction de), Jacques De Decker, L’écrivain et le politique : six essais sur Yourcenar, Louvain-la-Neuve, Presses Universitaires de Louvain, 2018,  (ISBN 978-2-87558-728-2).
- Vincent Dujardin, Valérie Rosoux, Tanguy de Wilde d'Estmael, Léopold II - Entre génie et gêne: Politique étrangère et colonisation, Bruxelles, Racine, 2024,  (ISBN 978-2-39025-142-2).